# Ted Gerrard
Ted Gerrard (* 1933 in London) ist ein ehemaliger britischer Radrennfahrer und nationaler Meister im Radsport.

## Sportliche Laufbahn
Ted Gerrards erster größerer Erfolg war der Sieg in der Tour of the Stations 1952. Zuvor hatte er erfolgreich Bahnradsport betrieben und einige regionale Titel gewonnen. 1953 wurde er britischer Meister im Straßenrennen des Verbandes N.C.U. vor Bernard Pusey. Für die britische Nationalmannschaft startete er 1954 in der Ägypten-Rundfahrt. Dort gewann er drei Etappen und wurde Dritter im Gesamtklassement hinter dem Sieger René Van Meenen aus Belgien. Diese Leistung brachte ihm die Nominierung für den Start in der Internationalen Friedensfahrt ein. In dem Etappenrennen schied er nach einem Sturz aus. 1955 wurde er hinter Arthur De Cabooter im traditionsreichen Grand Prix of Essex Zweiter und gewann zwei Etappen der Irland-Rundfahrt.

## Berufliches
Gerrard war Fahrradmechaniker von Beruf und in der Firma Condor tätig. Später führte er einen Fahrradhandel und war einige Zeit als Sportlicher Leiter des Radsportteams Ted Gerrad Cycles aktiv.